# 徳州東駅
徳州東駅 (とくしゅうひがし-えき)は、中国の山東省徳州市徳城区にある駅である。2016年当時は3面7線であったが、石済旅客専用線開通後は5面13線になり、京滬高速鉄道の地級市の途中駅では最大規模である。

## 歴史
- 2011年6月30日 - 京滬高速鉄道が開通。
- 2017年12月28日 - 石済旅客専用線が開通[2]。

## 隣の駅
中国国鉄
京滬高速鉄道
滄州西駅 - 徳州東駅 - 済南西駅
石済旅客専用線
景州駅 - 徳州東駅 - 平原東駅